# داریل کادل
داریل کادل (انگلیسی: Daryl Caudle؛ زادهٔ ۱۹۶۳) ادمیرال نیروی دریایی ایالات متحده آمریکا است، که از سال ۲۰۲۱ فرماندهی نیروهای ناوگان ایالات متحده آمریکا را برعهده دارد.
کادل فعالیت نظامی را از سال ۱۹۸۵ در نیروی دریایی آمریکا آغاز کرد و تا پیش از سال ۲۰۰۹ فرماندهی زیردریایی‌های یواس‌اس هلنا، یواس‌اس توپکا و یواس‌اس جفرسون سیتی را برعهده داشت. او از ۲۰۰۹ تا ۲۰۱۱ فرمانده اسکادران ۳ زیردریایی بود، از ۲۰۱۳ تا ۲۰۱۴ به‌عنوان معاون رئیس همکاری‌های امنیتی دفتر نماینده دفاعی در پاکستان فعالیت می‌کرد و از ۲۰۱۴ تا ۲۰۱۵ جانشین فرماندهی مشترک برای حمله جهانی را برعهده داشت.
وی در فاصله سال‌های ۲۰۱۵ تا ۲۰۱۷ جانشین فرمانده ناوگان ششم ایالات متحده و فرمانده گروه ۸ زیردریایی بود، از ۲۰۱۷ تا ۲۰۱۹ فرماندهی نیروی زیردریایی ناوگان اقیانوس آرام ایالات متحده را برعهده داشت و معاون استراتژی، برنامه‌ها و سیاست‌های ستاد مشترک نیروهای مسلح ایالات متحده آمریکا بود و از ۲۰۱۹ تا ۲۰۲۱ به‌عنوان فرمانده نیروهای زیردریایی نیروی دریایی آمریکا فعالیت می‌کرد.